# 迪士尼公共運輸交匯處
迪士尼公共運輸交匯處，亦稱「迪士尼公共交通交匯處」，位於荃灣區竹篙灣香港迪士尼樂園度假區，鄰近香港迪士尼樂園正門，集港鐵迪士尼站、專營巴士、非專營巴士與過境巴士巴士總站及的士站於一身，是通往樂園的門廊。
公共交通交匯處西面設有旅遊巴士停車場，可供240輛旅遊巴士停泊，非專營巴士營辦商可根據法例及客運營業證條款，提供往返樂園的服務；停車場亦內設有復康巴士專用上落客處，方便傷健人士往返樂園。 
交匯處包括一個位於港鐵迪士尼站上的公共通道平台，這平台為乘搭鐵路而來的旅客提供前往中央行人大道的通路。在港鐵發生緊急事故時，交匯處亦是緊急接駁巴士在迪士尼站的指定上落客點。

## 歷史
1999年12月，政府與華特迪士尼公司成立一間合營公司－香港國際主題樂園有限公司，在香港興建亞洲第二個迪士尼主題樂園。

### 招標巴士路線
在樂園開幕前一年，運輸署於2004年9月17日公開招標往返迪士尼樂園的專營巴士路線，邀請專營巴士公司申請經營3條巴士路線，營運車隊約需30部巴士，成功申請者需由2005年開始逐步提供服務，以配合竹篙灣發展區的發展計劃。據傳媒報道，署方對巴士數目、班次甚至車輛外形都有嚴格規定，除規定每條路線須有數十輛巴士行駛，以維持班次頻密外，巴士車身亦須塗上富有迪士尼特色的圖案，令旅客踏上巴士一刻已感染迪士尼歡樂氣氛。
當局於2005年2月23日立法會會議上，首次向立法會交通事務委員會交代迪士尼樂園及竹篙灣發展區開放後的公共運輸服務安排，上述三條全新巴士路線分別為龍運「D33」往返屯門西鐵站、「D42」來往大圍火車站，以及城巴與龍運聯合營運的穿梭路線「D1」，途經水上活動中心往返青馬收費廣場，乘客可乘搭龍運及城巴的其他往來機場和東涌的路線，再在大嶼山收費廣場轉乘穿梭路線，轉車乘客更可獲車資優惠。政府亦計劃為3條駛經本港各大酒店的城巴機場快線A11、A21與A22，於迪士尼乘客繁忙時間增設特別班次「D11」、「D21」與「D22」往返迪士尼樂園，為遊客提供方便的服務。

### 迪士尼樂園開幕
隨著迪士尼樂園開幕日期逼近，旅遊事務專員於6月22日舉行跨部門記者會介紹樂園分階段啟用安排，其中專營巴士服務安排在8月16日竹篙灣發展區第二階段開放時投入服務，同時確定所有迪士尼路線的編號由D改為「R」。
屬迪士尼樂園設施之一的「迪欣湖水上活動中心 」，與佔地約4公頃的公共運輸交匯處，雙雙於8月16日率先啟用；龍運及城巴穿梭路線R8與R8A、城巴R11、R21與R22、龍運R33與R42線亦於當天投入服務。香港迪士尼樂園於2005年9月12日開幕，園內兩間酒店－－香港迪士尼樂園酒店及迪士尼好萊塢酒店亦同步啟用，設有免費穿梭巴士往返公共運輸交匯處。

## 路線資料

### 常規路線

#### 新大嶼山巴士36線
- 東涌達東路巴士總站 ↔ 迪士尼樂園

提供東涌市中心往來小蠔灣及香港迪士尼樂園的巴士服務，基於沿線交通需求不大，班次非常疏落。

#### 新大嶼山巴士36X線
- 滿東邨 → 迪士尼樂園

#### 迪士尼樂園巴士R8線
- 迪士尼樂園 ↺ 青嶼幹線轉車站

因應迪士尼樂園開放而服務。由迪士尼開出，途經迪欣湖前往青馬收費廣場來轉乘其他路線前往各區。

#### 龍運巴士R33線
- 屯門站 ↔ 迪士尼樂園

因應迪士尼樂園開放而服務。由迪士尼開出來往豐景園及屯門市中心，只於每日繁忙時提供服務。

#### 龍運巴士R42線
- 大圍站 ↔ 迪士尼樂園

因應迪士尼樂園開放而服務。由迪士尼開出來往荃灣、沙田、車公廟及大圍，只於星期六日及公眾假期服務。

#### 城巴B5線
- 港珠澳大橋香港口岸 ↔ 欣澳站

提供港珠澳大橋往來港鐵欣澳站的服務，和港珠澳大橋同步於2018年10月24日投入服務，於部分時間繞經此站。

### 大型活動特別路線

#### 城巴R11線
- 迪士尼樂園  ↔  北角碼頭

#### 城巴R22線
- 未有資料，請加入至Module:香港巴士/lantau。

#### 龍運巴士R33P線
- 迪士尼樂園 → 兆康站（南）

#### 龍運巴士R34線
- 迪士尼樂園 → 洪水橋（洪元路）

#### 龍運巴士R40線
- 迪士尼樂園 → 烏溪沙站

#### 龍運巴士R41線
- 迪士尼樂園 → 大埔頭

#### 龍運巴士R42D線
- 未有資料，請加入至Module:香港巴士/lantau。

## 車坑分佈
| 車坑分佈（以入口最左邊起計） | 車坑分佈（以入口最左邊起計）     | 車坑分佈（以入口最左邊起計） |
| 車坑編號                     | 路線                             |                              |
| ---------------------------- | -------------------------------- | ---------------------------- |
| A1                           | 香港迪士尼樂園度假區穿梭巴士     |                              |
| A2                           | 香港迪士尼樂園度假區穿梭巴士     |                              |
| A3                           | 香港迪士尼樂園度假區穿梭巴士     |                              |
| A4                           | 香港迪士尼樂園度假區穿梭巴士     |                              |
| A5                           | 香港迪士尼樂園度假區穿梭巴士     |                              |
| A6                           | 空置                             |                              |
| A7                           | 空置                             |                              |
| B1                           | 城巴B5線（往港珠澳大橋香港口岸） |                              |
| B2                           | 城巴B5線（往欣澳站）             |                              |
| B3                           | 龍運巴士R42線                    |                              |
| B4                           | 龍運巴士R33線                    |                              |
| B5                           | 空置                             |                              |
| B6                           | 空置                             |                              |
| B7                           | 空置                             |                              |
| C1                           | 穿梭巴士R8線                     |                              |
| C2                           | 嶼巴36線                         |                              |
| C3                           | 空置                             |                              |
| C4                           | 空置                             |                              |
| C5                           | 空置                             |                              |
| C6                           | 空置                             |                              |
| C7                           | 空置                             |                              |
| D1                           | 空置                             |                              |
| D2                           | 空置                             |                              |
| D3                           | 空置                             |                              |
| D4                           | 空置                             |                              |
| D5                           | 空置                             |                              |
| D6                           | 空置                             |                              |
| D7                           | 皇崗口岸迪士尼專線               |                              |
| 落客區                       | 落客站                           |                              |

## 備註
1. ↑  由城巴及龍運巴士聯營